# Alionematichthys winterbottomi
Alionematichthys winterbottomi är en fiskart som beskrevs av Møller och Werner Schwarzhans 2008. Alionematichthys winterbottomi ingår i släktet Alionematichthys och familjen Bythitidae. Inga underarter finns listade i Catalogue of Life.